# Erdowie, Erdowo, Erdogan
Erdowie, Erdowo, Erdogan ist Titel und Refrain eines Liedes über den türkischen Präsidenten Recep Tayyip Erdoğan, das am 17. März 2016 in der NDR-Satiresendung extra 3 im Ersten ausgestrahlt wurde. Er wurde in der Diskussion um das Lied, begünstigt durch die Aussprache des Namens Erdoğan [ˈɛɾdoɑn], oft „Erdowie, Erdowo, Erdowahn“ zitiert. Die Ausstrahlung des Liedes war Anlass für die zweimalige Einbestellung des deutschen Botschafters in der Türkei, Martin Erdmann, die in der Presse oft als Eingriff in die Pressefreiheit bewertet wurde. Die weiterhin seitens der Türkei geforderte Konsequenz, die Sendung abzusetzen, blieb ebenso ignoriert wie die Forderung nach einer Löschung des Liedes.
Melodie und Teile des Textes stammen aus dem Song Irgendwie, irgendwo, irgendwann des deutschen Musikers Uwe Fahrenkrog-Petersen und der Band Nena (1984).

## Erdowahn
„Erdowahn“ ist ein Portmanteauwort, zusammengesetzt aus dem Nachnamen Erdoğan und dem Wort Wahn. Erdoğan ist der Nachname des türkischen Präsidenten Recep Tayyip Erdoğan und bedeutet: „tapfer, mutig, beherzt Geborener“ oder auch „als Soldat (Kämpfer) Geborener“, gebildet aus den Elementen er („Mann“; „Soldat“) und doğan („der Geborene“, von „doğmak“, d. h. „geboren werden“). Wahn ist ein psychiatrisches Krankheitssymptom, bei dem der Patient an einer Überzeugung unbeirrt festhält, trotz der Unvereinbarkeit mit der objektiv nachprüfbaren Realität.
Weltweit bekannt wurde das Kunstwort durch Erdowie, Erdowo, Erdowahn, wie der Titel des Liedes nach der Ausstrahlung in der politischen Satiresendung extra 3 oft rezitiert wurde, insbesondere nach der darauf folgenden Satiresendung von Jan Böhmermann im Neo Magazin Royale des ZDF und nach den Reaktionen des türkischen Präsidenten.
Der Begriff „Erdowahn“ wurde bereits am 23. Mai 2014 in der Satiresendung heute-show des ZDF verwendet.

## Inhalt
Der Song besteht aus dem Liedtext, untermalt mit Fernsehbildern und Texten aus Nachrichtensendungen, nach der Melodie von Nenas „Irgendwie, irgendwo, irgendwann“.
Der Text beginnt mit „Er lebt auf großem Fuß, der Boss vom Bosporus“, im Hintergrund sein Palast, ein Bau mit 1000 Zimmern, errichtet ohne Baugenehmigung im Atatürk Orman Çiftliği. Er steigert sich dann von innenpolitischen Themen wie Pressefreiheit: „Bei Pressefreiheit kriegt er ’n Hals“ und „Ein Journalist, der was verfasst, das Erdoğan nicht passt, ist morgen schon im Knast“, mit Bildern von Verhaftungen von kritischen Journalisten und der Stürmung eines Fernsehsenders, Meinungsfreiheit: „Er denkt nicht lange nach und fährt mit Tränengas und Wasserwerfern durch die Nacht“, mit entsprechenden Bildern zu Staatsgewalt gegen das eigene Volk – zu außenpolitischen Themen wie Diplomatisches Protokoll und Umgang mit der Bundeskanzlerin: „Sei schön charmant, denn er hat dich in der Hand“, mit der deutschen Bundeskanzlerin Angela Merkel, die von ihm zum Handschlag genötigt wird. Der Refrain lautet „Erdowie, Erdowo, Erdowahn“. Demokratie und Diktatur: „Die Zeit ist reif für sein Groß-Osmanisches Reich“, mit Bildern von knüppelnden Polizisten, Gewalt gegen Frauen: „Gleiche Rechte für die Frau’n, die werden auch verhau’n“, mit Bildern der Polizei in Istanbul, die eine Demonstration zum Weltfrauentag gewaltsam auflöst und eine wehrlose Frau mit einem Knüppel schlägt, „Ist das Wahlergebnis schlecht, das ruckelt er zurecht“, mit Bildern von Erdoğan, wie er an einer Wahlurne rüttelt, Kurden und Islamischer Staat: „Kurden hasst er wie die Pest, die bombardiert er auch viel lieber als die Glaubensbrüder drüben beim IS“, mit Aufnahmen einer kurdischen Beerdigung und einer Bombardierung, Flüchtlinge: „Gib ihm dein Geld, er baut dir ein Flüchtlingszelt“, mit einem Bild von einem windigen Zelt, auf das ein Preisschild mit 6 Milliarden Euro fällt, EU-Beitritt: „Sein Land ist reif für ’n EU-Beitritt, er pfeift auf Demokratie – ‚tschü‘ mit ‚Ü‘ sagt Erdoğan“. Der Schluss lautet „Und er reitet in den Sonnenuntergang …“, mit Bildern, wie Erdoğan schmerzhaft vom Rodeopferd fällt und danach mit einem Handzeichen deutlich macht, dass nunmehr Schluss mit lustig ist.

## Verlauf
Der Song wurde am 17. März 2016 in der politischen NDR-Satiresendung extra 3 im Ersten gesendet. Er ist seither in der Mediathek des Senders sowie auf YouTube zu sehen, wo das Video auch mit optionalen englischen Untertiteln versehen wurde. Zusätzlich existiert eine Übersetzung auf Türkisch. Zwei Wochen später, am 30. März 2016, wurde in der Satiresendung extra 3 ebenfalls eine deutsche Version mit türkischen Untertiteln ausgestrahlt.
Der türkische Präsident war verärgert und ließ den deutschen Botschafter Martin Erdmann zweimal ins türkische Außenministerium in Ankara einbestellen (diplomatische Sanktion). Der Botschafter erklärte dort am 22. März, dass Rechtsstaatlichkeit, die Unabhängigkeit der Justiz und der Schutz grundlegender Freiheiten, einschließlich der Presse- und Meinungsfreiheit, hohe Güter seien, die gemeinsam geschützt werden müssten. Der damalige Außenminister Frank-Walter Steinmeier sagte: „Ich finde, dass wir von einem Partnerland der Europäischen Union erwarten können […], dass es unsere gemeinsamen europäischen Werte teilt.“ Die Bundeskanzlerin äußerte sich nicht. Der EU-Kommissionspräsident Jean-Claude Juncker unterstützte die Bundesregierung. Die Entscheidung, den deutschen Botschafter einzubestellen, werde von ihm „nicht begrüßt“. Durch einen solchen Schritt rücke die Türkei „weiter von der EU ab“.
Die europäische Presse und die Leser stellen sich mehrheitlich hinter extra 3.
Die Ereignisse eskalierten am 31. März mit der Satiresendung Neo Magazin Royale des ZDF, in der Jan Böhmermann erklärte, auf satirische Weise den Unterschied zwischen legaler Satire und illegaler Schmähkritik erläutern zu wollen, und dazu beispielhaft ein Spottgedicht auf den türkischen Präsidenten vortrug.
Am 23. März des darauffolgenden Jahres strahlte extra 3 einen zweiten Song auf Basis des ebenfalls von Nena stammenden Liedes 99 Luftballons aus.